# 生田寅雄
生田 寅雄（いくた とらお、1890年（明治23年）1月22日 - 1976年（昭和51年）12月25日）は、大日本帝国陸軍軍人。最終階級は陸軍少将。

## 経歴・人物
山口県出身。1911年（明治44年）陸軍士官学校第23期卒業、陸軍歩兵少尉に任官。
1937年（昭和12年）8月に陸軍歩兵大佐・沖縄連隊区司令官、1939年（昭和14年）8月に近衛師団司令部附、同年11月に近衛歩兵第2連隊補充隊長、1941年（昭和16年）4月に留守近衛師団司令部附、同年6月に第23軍特務部長、1942年（昭和17年）2月に第10独立守備隊長を経て、同年8月に陸軍少将に昇進。
その後、1943年（昭和18年）6月に東部軍司令部附、1944年（昭和19年）1月に第1警備司令官（東部軍）を経て、同年9月に独立歩兵第7旅団長に任ぜられ、南昌にて終戦を迎えた。

## 栄典
外国勲章佩用允許
- 1941年（昭和16年）12月9日 - 満州帝国：建国神廟創建記念章[6]